# España en la Copa Mundial de Fútbol de 1950
La selección de España en la Copa Mundial de Fútbol de 1950 fue uno de los 16 países participantes de la Copa Mundial de Fútbol de 1950, realizada en Brasil. El seleccionado español clasificó a la cita de Brasil, gracias a que obtuvo el primer lugar del sexto grupo de la eliminatoria de la UEFA, por delante de Portugal.

## Clasificación

### Grupo 6
| Equipo 1 | Agr. | Equipo 2 | Ida | Vuelta |
| -------- | ---- | -------- | --- | ------ |
| España   | 7-3  | Portugal | 5–1 | 2–2    |

## Futbolistas
| #     | Posición             | Nombre               | Fecha de nacimiento     | P. Sel. | Club                   |
| ----- | -------------------- | -------------------- | ----------------------- | ------- | ---------------------- |
| -     | Portero              | Juan Acuña           | 11 de enero de 1923     | -       | Deportivo de La Coruña |
| -     | Defensa              | Gabriel Alonso       | 9 de noviembre de 1923  | -       | Celta de Vigo          |
| -     | Defensa              | Francisco Antúnez    | 1 de noviembre de 1922  | -       | Sevilla FC             |
| -     | Defensa              | Vicente Asensi       | 28 de enero de 1919     | -       | Valencia CF            |
| -     | Delantero            | Estanislao Basora    | 18 de noviembre de 1926 | -       | FC Barcelona           |
| -     | Delantero            | César                | 29 de junio de 1920     | -       | FC Barcelona           |
| -     | Delantero            | Agustín Gaínza       | 28 de mayo de 1922      | -       | Atlético de Bilbao     |
| -     | Defensa              | Josep Gonzalvo       | 16 de enero de 1920     | -       | FC Barcelona           |
| -     | Centrocampista       | Marià Gonzalvo       | 22 de marzo de 1922     | -       | FC Barcelona           |
| -     | Delantero            | Rosendo Hernández    | 1 de marzo de 1921      | -       | RCD Espanyol           |
| -     | Delantero            | Silvestre Igoa       | 5 de septiembre de 1920 | -       | Valencia CF            |
| -     | Portero              | Ignacio Eizaguirre   | 7 de noviembre de 1920  | -       | Valencia CF            |
| -     | Delantero            | José Juncosa         | 2 de febrero de 1922    | -       | Atlético Madrid        |
| -     | Defensa              | Rafael Lesmes        | 9 de noviembre de 1926  | -       | Real Valladolid        |
| -     | Delantero            | Luis Molowny         | 12 de mayo de 1925      | -       | Real Madrid CF         |
| -     | Centrocampista       | Nando                | 1 de febrero de 1921    | -       | Atlético de Bilbao     |
| -     | Delantero            | José Luis Panizo     | 12 de enero de 1922     | -       | Atlético de Bilbao     |
| -     | Defensa              | José Parra           | 28 de agosto de 1925    | -       | RCD Espanyol           |
| -     | Centrocampista       | Antonio Puchades     | 4 de junio de 1925      | -       | Valencia CF            |
| -     | Portero              | Antoni Ramallets     | 4 de junio de 1924      | -       | FC Barcelona           |
| -     | Defensa              | Alfonso Silva        | 19 de marzo de 1926     | -       | Atlético Madrid        |
| -     | Delantero            | Zarra                | 30 de enero de 1921     | -       | Atlético de Bilbao     |
| Entr. | Guillermo Eizaguirre | Guillermo Eizaguirre |                         |         |                        |

## Participación

### Primera fase

#### Grupo 2
| Equipo         | Pts | PJ | PG | PE | PP | GF | GC | Dif |
| -------------- | --- | -- | -- | -- | -- | -- | -- | --- |
| España         | 6   | 3  | 3  | 0  | 0  | 6  | 1  | 5   |
| Inglaterra     | 2   | 3  | 1  | 0  | 2  | 2  | 2  | 0   |
| Chile          | 2   | 3  | 1  | 0  | 2  | 5  | 6  | -1  |
| Estados Unidos | 2   | 3  | 1  | 0  | 2  | 4  | 8  | -4  |

| 25 de junio de 1950, 15:00 | España                            | 3:1 (0:1) | Estados Unidos | Estádio Durival de Britto e Silva, Curitiba            |                                                        |
|                            | Igoa 81' · Basora 83' · Zarra 89' | Reporte   | Pariani 17'    | Asistencia: 9.511 espectadores Árbitro(s): Mário Viana | Asistencia: 9.511 espectadores Árbitro(s): Mário Viana |

| 29 de junio de 1950, 15:00 | España                 | 2:0 (2:0) | Chile | Estádio Maracaná, Río de Janeiro                            |                                                             |
|                            | Basora 17' · Zarra 30' | Reporte   |       | Asistencia: 19.790 espectadores Árbitro(s): Alberto Malcher | Asistencia: 19.790 espectadores Árbitro(s): Alberto Malcher |

| 2 de julio de 1950, 15:00 | España    | 1:0 (0:0) | Inglaterra | Estádio Maracaná, Río de Janeiro                             |                                                              |
|                           | Zarra 48' | Reporte   |            | Asistencia: 74.462 espectadores Árbitro(s): Giovanni Galeati | Asistencia: 74.462 espectadores Árbitro(s): Giovanni Galeati |

### Fase final
| Equipo  | Pts | PJ | PG | PE | PP | GF | GC | Dif |
| ------- | --- | -- | -- | -- | -- | -- | -- | --- |
| Uruguay | 5   | 3  | 2  | 1  | 0  | 7  | 5  | 2   |
| Brasil  | 4   | 3  | 2  | 0  | 1  | 14 | 4  | 10  |
| Suecia  | 2   | 3  | 1  | 0  | 2  | 6  | 11 | -5  |
| España  | 1   | 3  | 0  | 1  | 2  | 4  | 11 | -7  |

| 9 de julio de 1950, 15:00 | Uruguay                  | 2:2 (1:2) | España         | Estádio do Pacaembu, São Paulo                                 |                                                                |
|                           | Ghiggia 29' · Varela 73' | Reporte   | Basora 37' 39' | Asistencia: 44.802 espectadores Árbitro(s): Benjamin Griffiths | Asistencia: 44.802 espectadores Árbitro(s): Benjamin Griffiths |

| 13 de julio de 1950, 15:00 | Brasil                                                  | 6:1 (3:0) | España   | Estádio Maracaná, Río de Janeiro                            |                                                             |
|                            | Ademir 15' 57' · Jair 21' · Chico 31' 55' · Zizinho 67' | Reporte   | Igoa 71' | Asistencia: 152.772 espectadores Árbitro(s): Reginald Leafe | Asistencia: 152.772 espectadores Árbitro(s): Reginald Leafe |

| 16 de julio de 1950, 15:00 | Suecia                                    | 3:1 (2:0) | España    | Estádio do Pacaembu, São Paulo                                 |                                                                |
|                            | Sundqvist 15' · Mellberg 33' · Palmér 80' | Reporte   | Zarra 82' | Asistencia: 11.227 espectadores Árbitro(s): Karel van der Meer | Asistencia: 11.227 espectadores Árbitro(s): Karel van der Meer |